# نوري فرحان الراوي
نوري فرحان الراوي هو سياسي عراقي ذو توجه قومي، ولد سنة 1945.
تخرج من كلية الشرطة في سنة 1966.
انتمى إلى حركة القوميين العرب في سنة 1960، وتعرض للاعتقال لأكثر من مرة بسبب معارضته لحزب البعث العربي الاشتراكي.
شغل منصب وزير الثقافة في الحكومة العراقية الانتقالية للفترة من 3 أيار 2005 إلى 20 أيار 2006، وكان حينها يشغل عضو المكتب السياسي لحزب الوحدة.